# چنگا، اسلام‌آباد
چنگا (به انگلیسی: Changa) یک شهر در پاکستان است که در اسلام‌آباد واقع شده‌است. چنگا ۴۹۵ متر بالاتر از سطح دریا واقع شده‌است.